# Yu-Gi-Oh! Der Film
Yu-Gi-Oh! Der Film (japanisch 遊☆戯☆王デュエルモンスターズ 光のピラミッド, Yū-Gi-Ō Dyueru Monsutāzu: Hikari no Piramiddo) ist der zweite Kinofilm zur Manga- und Animeserie Yu-Gi-Oh! aus dem Jahr 2004.

## Handlung
Nach dem Ende des Battle-City-Turniers erwacht tief unter der Sandwüste Ägyptens eine alte Macht. Anubis, der vor Jahrhunderten von Yugis mysteriösem zweitem Ich – dem alten Pharao – besiegt wurde, kehrt zurück, um Rache zu nehmen. Anubis beschließt Yugi zu vernichten und die Herrschaft der Welt an sich zu reißen. Mit jedem Lebenspunkt, den Yugi im Duell gegen ihn verliert, wird Anubis Macht gestärkt. Jetzt ist Yugis ganzes Können als Meister des „Duel Monsters“ gefordert – schließlich hängt das Schicksal der Welt davon ab.

## Produktion
Der Film entstand bei Studio Gallop unter der Regie von Hatsuki Tsuji. Die Drehbücher schrieben Hatsuki Tsuji, Masahiro Minami und Naoki Hishikawa. Das Charakterdesign entwarf auch Hatsuki Tsuji. Die Musik in der japanischen Version komponierte Shinkichi Mitsumune.

## Veröffentlichung
Der für die westlichen Zuschauer produzierte Film schaffte es 2004 (Kinostart in den USA am 13. August 2004, in Deutschland am 26. August 2004 und in Japan als erweiterte Fassung am 3. November 2004) in die internationalen Kinos. In den USA wurde er in 2.411 Kinos gezeigt.

## Synchronisation
| Rollenname                                | Japanischer Sprecher (Seiyū) | Deutscher Sprecher |
| ----------------------------------------- | ---------------------------- | ------------------ |
| Yūgi Mutō                                 | Shunsuke Kazama              | Konrad Bösherz     |
| Atemu / Yami Yūgi                         | Shunsuke Kazama              | Sebastian Schulz   |
| Anzu Mazaki / Téa Gardner                 | Maki Saitō                   | Rubina Nath        |
| Katsuya Jōnouchi / Joey Wheeler           | Hiroki Takahashi             | Robin Kahnmeyer    |
| Hiroto Honda / Tristan Taylor             | Hidehiro Kikuchi             | Kim Hasper         |
| Seto Kaiba                                | Kenjirō Tsuda                | Gerrit Schmidt-Foß |
| Anubis                                    | Kouji Ishii                  | Jan Spitzer        |
| Pegasus J. Crawford / Maximillion Pegasus | Jiro Takasuki                | Till Hagen         |
| Mokuba Kaiba                              | Junko Takeuchi               | Hannes Maurer      |
| Sugoroku Mutō / Salomon Muto              | Tadashi Miyazawa             | Peter Groeger      |

## Rezeption
- Lexikon des internationalen Films: „Der Zeichentrickfilm zur bereits wieder abgeebbten "Yu-Gi-Oh!"-Welle. Lieblos gezeichnet und schlecht animiert, will er nicht mehr als der Schlussstein in der Vermarktungskette sein.“[4]